# 日本鼻科学会
一般社団法人日本鼻科学会（にほんびかがっかい、英文名 Japan Rhinologic Society）は、鼻科学の進歩、発展を図るため1962年に設立された学会。

## 活動
- 総会の開催、会誌等の発行、学術講演会・講習会・研究会等の随時開催など[1]

## 機関誌
- 『日本鼻科学会会誌』